# Ron Simmons
Ron Simmons (Perry, Georgia, 15 de mayo de 1958) es un luchador profesional y jugador retirado de fútbol americano. Es más conocido por su carrera en la World Wrestling Entertainment bajo los nombres de Ron Simmons y Faarooq.

## Carrera

### Fútbol americano
Nacido en Perry, Georgia, Simmons asistió a la escuela Warner Robins High School donde jugó fútbol americano como tight end y linebacker. En 1976, fue nombrado como Liniero del Año, y fue parte del primer equipo All-State, hecho por el periódico The Atlanta Journal-Constitution.
Simmons ganó el honor de ser nombrado como All-American con el equipo de fútbol americano de Florida State de 1977 a 1980 bajo el liderazgo del entrenador en jefe Bobby Bowden (a quien Simmons describe como un "segundo padre"), pasando cuatro años en la universidad en la posición de nose guard defensivo. Los Seminoles tuvieron una marca de 39-8 durante la estadía de Simmons en la escuela, finalizando en el Top 20 de Associated Press en tres ocasiones (1977,1979 y 1980), ganando dos viajes consecutivos al partido del Orange Bowl.  En 1979 Simmons terminó en la novena posición en las votaciones para el Heisman.  En 1988, el número que usaba Simmons fue retirado por parte de Florida State, apenas la tercera ocasión en que un número es retirado en la historia de FSU. Simmons fue seleccionado al Salón de la Fama del Orange Bowl por sus logros en Florida State. Fue elegido al Salón de la Fama del Fútbol Americano Universitario en 2008.
Tuvo una muy breve carrera en la National Football League, siendo seleccionado en la sexta ronda (selección global 160) en el Draft de la NFL de 1981. Jugó para los Cleveland Browns y para los Tampa Bay Bandits de la desaparecida USFL en 1984 y 1985, donde fue compañero de equipo del futuro luchador profesional Lex Luger y del liniero ofensivo de los Dallas Cowboys Nate Newton. 

### National Wrestling Alliance / World Championship Wrestling (1989-1994)

#### 1989-1994
Simmons se unió a Butch Reed para formar Doom. En un principio, los miembros de Doom fueron enmascarados y sólo se conoce como Doom número 1 y Doom número 2, administrada por la mujer. En su pay-per-view debut en Halloween Havoc 1989, Doom derrotó a The Steiner Brothers. En el "Torneo Equipo de Hierro" en Starrcade 1989, Doom terminó en cuarto lugar, perdiendo sus tres partidos. Con el nuevo gerente de Teddy Long, que se recuperó y derrotó a Los Hermanos Steiner por el Campeonato NWA World Tag Team en el combate de capital en 1990.
Se conservó el título durante nueve meses, derrotando a equipos como el 'n' Express El Rock and Roll y un feudo con The Four Horsemen. Entre sus encuentros más memorables durante su reinado fue una pelea callejera contra jinetes Arn Anderson y Barry Windham en Starrcade 1990, que terminó en un no-contest, cuando cubrió a Windham Simmons, mientras que al mismo tiempo cubrió a Reed Anderson. Muerte fueron reconocidos como los titulares de los primeros del Campeonato de la WCW World Tag Team en enero de 1991, finalmente, perder los títulos de los Freebirds en WrestleWar en febrero de 1991. Posteriormente, Doom se disolvió, con Simmons girando la cara y peleando con Reed, derrotándolo en una jaula en la primera SuperBrawl. Simmons derrotó midcarders como Oz y El Diamante Studd, a continuación, impugnó, sin éxito Lex Luger por el Campeonato Mundial de la WCW en Halloween Havoc 1991, perdiendo la mejor de tres caídas coincidir con una caída a dos. Simmons pasó la primera mitad de 1992 un feudo con Cactus Jack, a quien derrotó vía pinfall en SuperBrawl II.
El 2 de agosto de 1992, un combate por el título programado entre Sting y la WCW World Heavyweight Champion Big Van Vader fue cancelada después de que Jake Roberts (kayfabe) heridos Sting. Presidente de la WCW Bill Watts respondió mediante la celebración de un sorteo para determinar el contendiente número uno. Simmons ganó el sorteo y derrotó a Vader con un Powerslam para ganar el campeonato. Al derrotar a Vader, Simmons se convirtió en el primer afroamericano reconocido WCW World Heavyweight Champion.
Simmons mantuvo el título durante cinco meses. Él continuó su feudo con Cactus Jack, con Jack traer el bárbaro para desafiar a Simmons en Halloween Havoc 1992. En Starrcade 1992, Simmons fue programado para luchar Rick Rude, pero debido a ser grosero heridos se enfrentó a "Dr. Death" Steve Williams, en cambio, la lucha libre a un countout doble que fue cambiado a una victoria por descalificación de Simmons, cuando Williams le atacó después del combate. Su reinado terminó dos días más tarde, el 30 de diciembre de 1992, cuando Vader lo derrotó para recuperar el título. Posteriormente, Simmons fue relegado a la condición de mediados de la tarjeta, con el tiempo convertirse en un talón de amargado que se sentía como los fanes lo abandonó después de perder el campeonato. Simmons impugnó, sin éxito Dustin Rhodes por el Campeonato de los EE. UU. y Orndorff Pablo para el Campeonato Televisivo de la WCW durante los últimos meses con la WCW.

### Extreme Championship Wrestling (1994-1995)
Simmons apareció en la Extreme Championship Wrestling (ECW) a partir de finales de 1994 y principios de 1995. Durante ese tiempo se impugnó, sin éxito ECW Campeón del Mundo de Shane Douglas en noviembre para recordar 1994 y tuvo encuentros con Mikey Whipwreck y 911.

### World Wrestling Federation / Entertainment/ WWE (1996-2019)

#### 1996-2001
Simmons se unió a la World Wrestling Federation (WWF) e hizo su debut el 22 de julio de 1996, episodio de RAW. Su primer gimnick fue el de 'Faarooq Asaad', un gladiador que llevaba un traje de gladiador negro y azul con un casco deformado y fue dirigido por Sunny. Simmons comenzó su primer feudo con Ahmed Johnson antes de acortar su nombre en el ring a 'Faarooq'.
Como Faarooq, Simmons dejó su gimnick de gladiador y con su nuevo entrenador, Clarence Mason, formó una equipo conocido como la nación de la dominación. La nación de la dominación se basa libremente en la Nación del Islam y el Partido de las Panteras Negras, aunque los miembros de la estabilidad no eran exclusivamente afroamericanos. En su mayoría tuvo un feudo con Ahmed Johnson, que fue la lucha contra el Faarooq antes. Curso Faarooq la "guerra" con Johnson incluidos los partidos de la Royal Rumble de 1997, donde Ahmed ganó por descalificación, y otro en Wrestlemania 13, donde Ahmed reclutó a la Legion of Doom para asumir toda la Nación en la infame Chicago Street Fight Match, que fue ganado Johnson y los Road Warriors. El grupo permaneció unido hasta Faarooq se enojó con ellos por lo que le costó el título mundial. Después de que Simmons expulsada a Crush y Savio Vega a otros miembros de la Nación (incluyendo al mánager Clarence Mason, Crush y Vega formaron sus propias facciones rivales, conocidas respectivamente como los Discípulos de Apocalipsis y Los boricuas, y Faarooq reclutado a miembros más afroamericanas de la Nación. Los tres cuadras se peleó con uno al otro a lo largo de 1997. A principios de 1998, el liderazgo de Simmons de la nación de la dominación fue usurpado por The Rock, y pasó varios meses en lucha con sus antiguos stablemates.
Después de haber sido objeto de dumping de la Nación, Simmons se asoció brevemente con 2 Cold Scorpio. A finales de 1998, Simmons empezó a hacer equipo con Bradshaw como esbirros del infierno. Ellos fueron gestionados por el Jackyl hasta que dejó la WWF, momento en el que fueron empaquetados de nuevo como miembros del Ministerio de Undertaker de la oscuridad y se cambió el nombre de los acólitos, ya que actuó como acólitos a The Undertaker. Los acólitos reclutados Phineas I. Godwinn y Mabel al Ministerio por el secuestro y el lavado de cerebro que (el cambio de nombre a Mideon y víscera, respectivamente), y peleó con los rivales de la funeraria, como la D-Generation X y con The Brood, el último de los cuales más tarde se unió el Ministerio de la oscuridad también.
Después de The Undertaker sufrió una lesión a finales de 1999, el Ministerio de la Oscuridad se disolvió. Simmons y Bradshaw seguido unirse unos con otros, y, finalmente, adoptó el truco de los dos luchadores que disfrutaban bebiendo cerveza y fumando cigarros, convirtiéndose en los rostros en el proceso. Después de Bradshaw comenzó a contratar los servicios de los acólitos de mercenarios y guardaespaldas, el equipo de la etiqueta pasó a llamarse la Agencia de Protección Acólitos (APA). Alrededor de este tiempo, Simmons comenzaría diciendo que su marca "¡Maldita sea!" frase, aunque no se destacó tanto como sería más adelante.

#### 2002-2004
La APA se conformó hasta 2002, cuando Simmons se fue para la marca SmackDown! Alrededor de este tiempo, Simmons cambió su nombre luchístico a su verdadero nombre por elección, debido a que el grupo terrorista Al-Qaeda tenía un campo de entrenamiento llamado All-Faarooq. Simmons tuvo una carrera breve como rudo cuando se alió junto al Reverendo D-Von hasta que se retiró en diciembre de 2002, pero en junio de 2003 regresó a la WWE junto con Bradshaw y la reunificación de la APA. Un momento memorable durante este breve retorno era una broma compartida por los dos, durante el cual afirmó que la entonces acompañante Shaniqua de los Basham Brothers, en realidad era Shelton Benjamin.
En su última historia de la WWE, fue despedido por el ex Gerente General de SmackDown! Paul Heyman, después de que él le faltó el respeto (debido a la cuestión de WrestleMania XX, entre Heyman y Stone Cold Steve Austin durante la noche). Se suponía que la APA se irían juntos despedidos, pero resultó ser sólo Faarooq. Simmons se retiró de su carrera en el ring, acusando a Bradshaw, de no ser un amigo fiel. Él había decidido retirarse en silencio y de esta forma debido a una lesión y la edad. Durante ese evento, Heyman le dijo a Bradshaw que era el momento para él salir por su cuenta otra vez.

#### 2006-2019
Después en Survivor Series 2006 formó parte del equipo de Legendas el cual enfrentó a Spirit Squad en aquella pelea fue eliminado, pero ganó su equipo. Desde ese entonces hace apariciones esporádicas. En 13 de enero Simmons fue despedido de la WWEDespués hizo una aparición en 2010 en RAW Old School haciendo su típica palabra "Damn". Luego volvió a aparecer en la WWE el 3 de mayo de 2011 en Backstage celebrando el cumpleaños de The Rock diciendo su tipicia frase "Damn!". Después el 20 de febrero se dio a saber que Simmons sería miembro del Salón de la fama de la WWE.
Simmons apareció en el show de Raw 25 Years el 22 de enero de 2018 y asistió a la ceremonia del Salón de la Fama de la WWE 2018. También apareció en el show de Raw Reunion el 22 de julio de 2019 en un segmento detrás del escenario en el que participaron Mike y Maria Kanellis, Eve Torres y Jimmy Hart; usando el megáfono de Hart para exclamar "¡Damn!"

## Campeonatos y logros
- Championship Wrestling from Florida
  - NWA Florida Heavyweight Championship (1 vez)[7]

- Memphis Championship Wrestling
  - MCW Southern Tag Team Championship (1 vez)[8] - con Bradshaw

- Ohio Valley Wrestling
  - OVW Southern Tag Team Championship (1 vez)[9] - con Bradshaw

- Pro Wrestling Illustrated
  - PWI Most Inspirational Wrestler of the Year (1992)[10]
  - PWI ranked him #20 of the top 500 singles wrestlers in the PWI 500 in 1992[11]
  - PWI ranked him #91 of the 100 best tag teams of the PWI Years with Butch Reed in 2003.[12]

- World Championship Wrestling
  - WCW World Heavyweight Championship (1 vez)[13]
  - WCW World Tag Team Championship (1 vez)[14] - con Butch Reed
  - WCW United States Tag Team Championship (1 vez)[15] - con Big Josh

- World Wrestling Federation/WWE
  - WWF Tag Team Championship (3 veces)[16] - con Bradshaw
  - Hall of Fame (2012)